# 18 Canum Venaticorum
18 Canum Venaticorum är en gul jättestjärna i stjärnbilden Jakthundarna. Stjärnan har visuell magnitud +7,16 och är sålunda inte synlig utan fältkikare.